# Michelangelo Ricciolini
Michelangelo Ricciolini (Rome, 29 septembre 1654 - Frascati, 10 décembre 1715) est un peintre italien du baroque tardif.

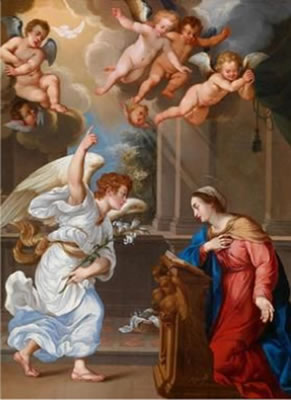
Annonciation.

## Biographie
Michelangelo Ricciolini, né à Rome en 1654, s'est formé auprès du peintre Giovanni Angelo Canini, puis rejoint l'école de Carlo Maratta.
Sa peinture est souvent décorative, réalisant le décorations, souvent perdues, de nombreux palais, néanmoins il a aussi réalisé des compositions aussi bien à fresque que sur toile de sujets à thèmes religieux.
Son fils, Nicolò Ricciolini (Rome, 1er février 1687 - 15 octobre 1772) fut aussi peintre et l'a souvent assisté.

## Œuvres
Fresques
- Palazzo della Cancelleria, Rome[1] : peintures de tapisseries feintes dans quelques chambres du Palazzo Spada (Sala dell'Aurora) (1698-1699 ; 1700 ; 1703), Rome ;
- Palazzo Chigi Zondadari à San Quirico d'Orcia (1684-1686) avec un groupe de peintres[2]
- Palazzo Buonaccorsi, Macerata (terminé par son fils Nicolò)
- Casino Pescatore, Frascati
- Église Santa Rita da Cascia alle Vergini : fresques de la coupole représentant La Gloire du Paradis

Tableaux
- Samson et Dalila, galeries Spada, Rome.
- 14 toiles sur la Vie de saint Laurent, Calasanctianum, Rome[3].
- Autoportrait, peinture à l'huile sur toile, 73,5 × 58 cm, Musée des Offices[4]